# Taudactylus
Taudactylus là một chi động vật lưỡng cư trong họ Myobatrachidae, thuộc bộ Anura. Chi này có 6 loài và 83% bị đe dọa hoặc tuyệt chủng.

## Hình ảnh

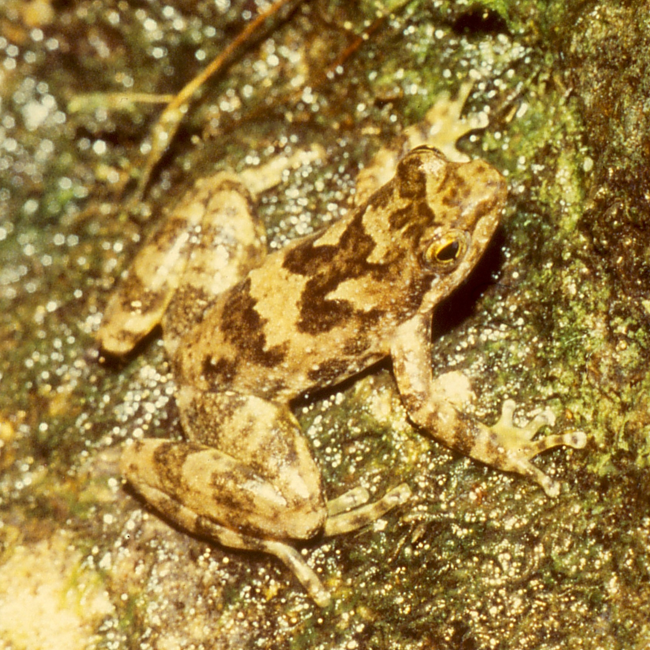
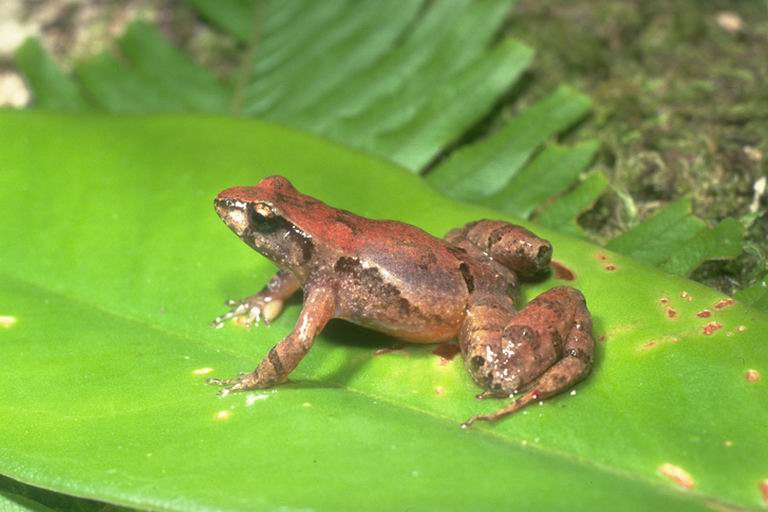